# Tolimán
Tolimán é um município do estado de Jalisco, no México.
Em 2005, o município possuía um total de 8.756 habitantes.